# تايفوس

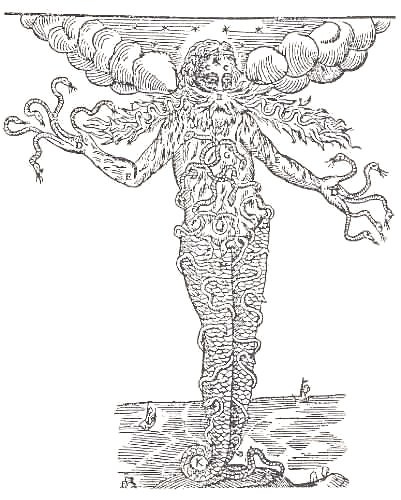
صورة للوحش تايفون

تايفوس أو تايفون أو طيفون Τυφῶν وهو وحش ذو مائة رأس حسب الأساطير الإغريقية. أمه غايا وأبوه تارتاروس. وهو أخطر وحوش الأساطير الإغريقية. حاول تدمير زوس الذي غلبه وحبسه تحت جبل إتنا.
حاول تايفون إزاحة زيوس عن هيمنته على العالم. اقتتل الاثنان في معركة ضارية، تمخّضت عن انتصار زيوس الساحق بفضل الصواعق. بعد هزيمته، نُفي تايفون إلى تارتاروس (مكان العقوبات في العالم السفلي)، أو دُفن تحت جبل إيتنا، أو ربما جزيرة إيسكيا.
يُعتبر تايفون جزءاً جوهرياً في الأسطورة الإغريقية المتعلّقة بالوراثة، والتي تفصّل كيفية سيطرة زيوس على باقي الآلهة.
وترتبط الأساطير قصة تايفون بقصة بايثون (الأفعى التي قتلها أبولو). توجد دلائل تشير على اقتباس كلتا القصّتين من أساطير سابقة في منطقة الشرق الأدنى.
منذ العام 500 قبل الميلاد، ارتبط اسم تايفون بالإله المصري للصحراء والعواصف، ست.

## الأسطورة
وفقاً للشاعر الإغريقي هسيودوس (القرن الثامن – القرن السابع قبل الميلاد)، كان تايفون ابن غايا (تجسيد الأرض)، وتارتاروس: «عندما طرد زيوس نسل العمالقة من السماء، حملت الأرض أصغر أطفالها، تايفوس، من عاشقها تارتاروس».
يذكر كاتب الأساطير أبولودورس (في القرن الأول أو الثاني قبل الميلاد) بأنّ غايا أنجبت تايفون غضباً من الآلهة لإفنائهم نسلَها من العمالقة.
تذكر العديد من المصادر بنوّة تايفون لغايا، دون ذكر تارتاروس.
حددت عدة مصادر موقع ولادة تايفون في كيليكيا اليونانية، وخاصة المنطقة قرب ساحل كيليكيا.

### الوصف
وفقاً لهسيودوس، كان تايفون «مرعباً، فظيعاً، وجانحاً»، ذا قوةٍ هائلة، ولرأسه ألف أفعى تنفث النيران والأصوات المرعبة.
وصفه أبولودورس بأنّه وحشٌ ضخم مجنّح، يطول رأسه النجوم، بشكلٍ آدمي فوق الخصر، وتلفّ القسم السفلي من جسمه الأفاعي، وله عينان تطلقان النيران.
تقهر قوّته جميع البشر. تمتدّ إحدى يديه لتصل الغرب، وتمتدّ الأخرى لتصل إلى الشرق، وتبرز منهما رؤوس ألف تنين.
ربما كان الشاعر الإغريقي نونوس البانوبوليسي أفضل من قدّم وصفاً مفصّلاً لتايفون في ملحمته الشعرية ديونيسياكا. يذكر نونوس في ملحمته طبيعة تايفون الثعبانية، بجسمٍ يضمّ جيشاً من الثعابين، ومئتي يدٍ، وشعرٍ ثعباني يُطلق السُمّ، وفم يبصق السم.

### نسله
ذكر هسيودوس أنّ تايفون وإيكيدنا اجتمعا كعاشقين. إيكيدنا، نصف امرأة ونصف أفعى، حملت أبناء تايفون الشرسين.
منهم: أورتروس، وسيربيروس، وهيدرا.
أضاف أكوسيالوس، ناسخ الأساطير الإغريقية، الصقر القوقازي الذي أكل كبد برومثيوس إلى أبناء تايفون.

## معركته مع زيوس
طلب تايفون من زيوس منازلته، ليحصل المنتصرُ على حكم العالم كله.
جاء أقدم ذِكرٍ لتايفون، ولمرة واحدة لدى هوميروس، في الإلياذة عندما ضرب زيوس الأرضَ حول تايفون المهزوم.
أما هسيودوس فقدّم أوّل رواية لسير المعركة، ويذكرُ أنّه لولا تدخّل زيوس السريع لإيقاف تايفون، لَاستطاع الأخير «السيطرة على الفانين والخالدين».
ولكن زيوس هزمَ تايفون بفضل الصواعق وأسقطه محترقاً إلى الأرض.
بعد هزيمته، نُفي تايفون إلى تارتاروس (مكان العقوبات في العالم السفلي).
يقدّم الشاعر الإغريقي بنداروس روايةً مختلفة التفاصيل، ويدعو تايفون «عدوّ الآلهة» الذي هزمه زيوس بالصواعق. يذكر بنداروس في إحدى قصائده أن زيوس سجن تايفون تحت إيتنا، وفي قصيدة أخرى أنّ تايفون يقبع خائفاً في تارتاروس.
لا تذكر المصادر الأولى أي أسبابٍ للصراع بين زيوس وتايفون، ولكن تشير رواية أبولودورس إلى أن غايا أنجبت تايفون لينتقم من زيوس وباقي الآلهة الذين تسبّبوا بفناء نسلها من العمالقة.
وفقاً لرواية أبولودورس، هاجم تايفون الآلهةَ بالصخور المتفجّرة والنيران المنبعثة من فمه. وعند رؤيتها لهذا المنظر، انسلّت الآلهة هاربةً بعد أن اتخذت أشكال حيوانات. هجم زيوس على تايفون بالصواعق عن بُعد، وعند اقترابه منه، أرداه أرضاً بمطرقةٍ شديدة الصلابة. جُرِح تايفون وهرب إلى جبل الأقرع في سوريا، حيث وافاه زيوس وأمسك به. تمكّن تايفون من إضعاف زيوس والقبض عليه، وطار به إلى كهفٍ في كوريكوس في الأناضول. بعد أن استردّ زيوس قواه، طارد تايفون وواجهه أخيراً في صقلية وألقى فوقه جبل إيتنا، دافناً تايفون تحته.

## الدفن وسبب النشاط البركاني

### جبل إيتنا وجزيرة إيكيا
تذكر معظم الروايات أنّ تايفون المهزوم دُفن تحت جبل إيتنا بصقليّة، أو جزيرة إيكيا البركانية، ما يعني أن تايفون هو سبب نشاطها البركاني.
يمكن تتبّع أوّل ذِكرٍ لدفن تايفون تحت جبل إيتنا في شِعر بينداروس، والذي يعزو سبب النشاط البركاني لتايفون.
تذكر جميع المصادر اللاحقة الجبل والجزيرة كمواقع لدفن تايفون.
يُقال أن بعض الكائنات الأسطورية الأخرى دُفنت أيضًا تحت جبل إيتنا، من أشهرها العملاق إنسيلادوس، والذي يسبّب الهزّات الأرضية عند تقلّبه من جنبٍ لآخر بحسب الأسطورة.

## ميثولوجيا مقارنة

### أسطورة الوراثة
تُعتبر المعركة بين زيوس وبايثون جزءاً من أسطورة أكبر تشمل الصراع على وراثة حُكم العالم، ويشير هسيودوس الذي يذكر أن أورانوس، الحاكم الأصلي للكون، خبّأ أبناءه داخل غايا (الأرض)، ولكن عزله ابنه التيتان كورنوس، والذي خصى والده وابتلع ابناءه عند ولادتهم. جاء بعد ذلك زيوس ابن كورنوس وعزل أباه. كان الخطر الأخير على زيوس هو تايفون، والذي هُزِم بسرعة. آلت سلطة العالم المطلقة لزيوس الذي وطد حكمه بمختلف الطرق. وانتُخب زيوس كبيراً للآلهة، وثبّت حُكمه من بتنصيب الآلهة الآخرين في وظائف مختلفة، وعن طريق الزيجات. وأخيراً ابتلع زوجته ميتيس ليضع بذلك حداً لسلسلة الوراثة والخلافة.

## بايثون
قد تكون أسطورة تايفون مرتبطة بأسطورة مشابهة لعملاقٍ آخر من نسل غايا: بايثون، الأفعى التي يقتلها أبولو.
بالإضافة إلى التشابه اللفظي بين الاسمين، والأصل المشترك، وكونهما عملاقان ثعبانيان قتلهما أحد آلهة جبل أوليمبوس، توجد صِلاتٌ أخرى بين الأسطورتين.

## تأثير أساطير الشرق الأدنى
يذكر كل من بنداروس وهوميروس وهسيدوس أن مسقط رأس تايفون، وميدان معركته مع زيوس، يرتبط بعدة مواقع في الشرق الأدنى في كيليكيا وسوريا، بما فيها جبل الأقرع، وكهف كوريكوس، ونهر العاصي. تُظهِرُ الأساطير الإغريقية المتعلقة بقصة الوراثة ومعركة زيوس وبايثون تشابهاً مع أساطير سابقة من بلاد الشرق الأدنى، ارتبطت بها وأثرت عليها. وتأثرت أسطورة المعركة بين زيوس وبايثون بسابقاتها من الشرق الأدنى عن أساطير ذبح الوحوش.

## بلاد ما بين النهرين
ترتبط ثلاث أساطير قتالية يعود تاريخها إلى أوائل الألفية الثانية قبل الميلاد أو أبكر من ذلك بمعارك الآلهة ضد الوحوش من بلاد ما بين النهرين، منها حرب الإله نينورتا مع الوحشين أزاغ وأنزو، وحرب الإله مردوخ ضد الوحش تيامات.

## الجبل الأقرع
مثل معارك زيوس وتايفون، تذكر عدة أساطير من الشرق الأدنى معارك بين إله العواصف ووحش ثعباني في الجبل الأقرع. تُعتبر هذه الأساطير مصدر أسطورة معركة زيوس وتايفون.

## بعل ويَم
تتحدّر قصة الإله بعل ويَم من الجزء الجنوبي لجبل الأقرع. توجد أجزاء من هذه القصة في الألواح الأوغاريتية من القرن الرابع عشر أو الثالث عشر قبل الميلاد، وفيها ذكرت قصة معركة الإله الكنعاني بعل ضد الوحش يَم. يهزم بعل يَم باستخدامه مطارق (تشبه الصواعق في أساطير أخرى) تطير كالصقور في يد الإله.